# Stazione di Montalto di Rionero Sannitico
Stazione di Montalto di Rionero Sannitico vasútállomás Olaszországban, Molise régióban, Rionero Sannitico településen.

## Vasútvonalak
Az állomást az alábbi vasútvonalak érintik:
- Sulmona–Carpinone-vasútvonal

## Kapcsolódó állomások
A vasútállomáshoz az alábbi állomások vannak a legközelebb: 
- Stazione di San Pietro Avellana-Capracotta
- Stazione di Castel di Sangro